# Schloss Ober-Mörlen

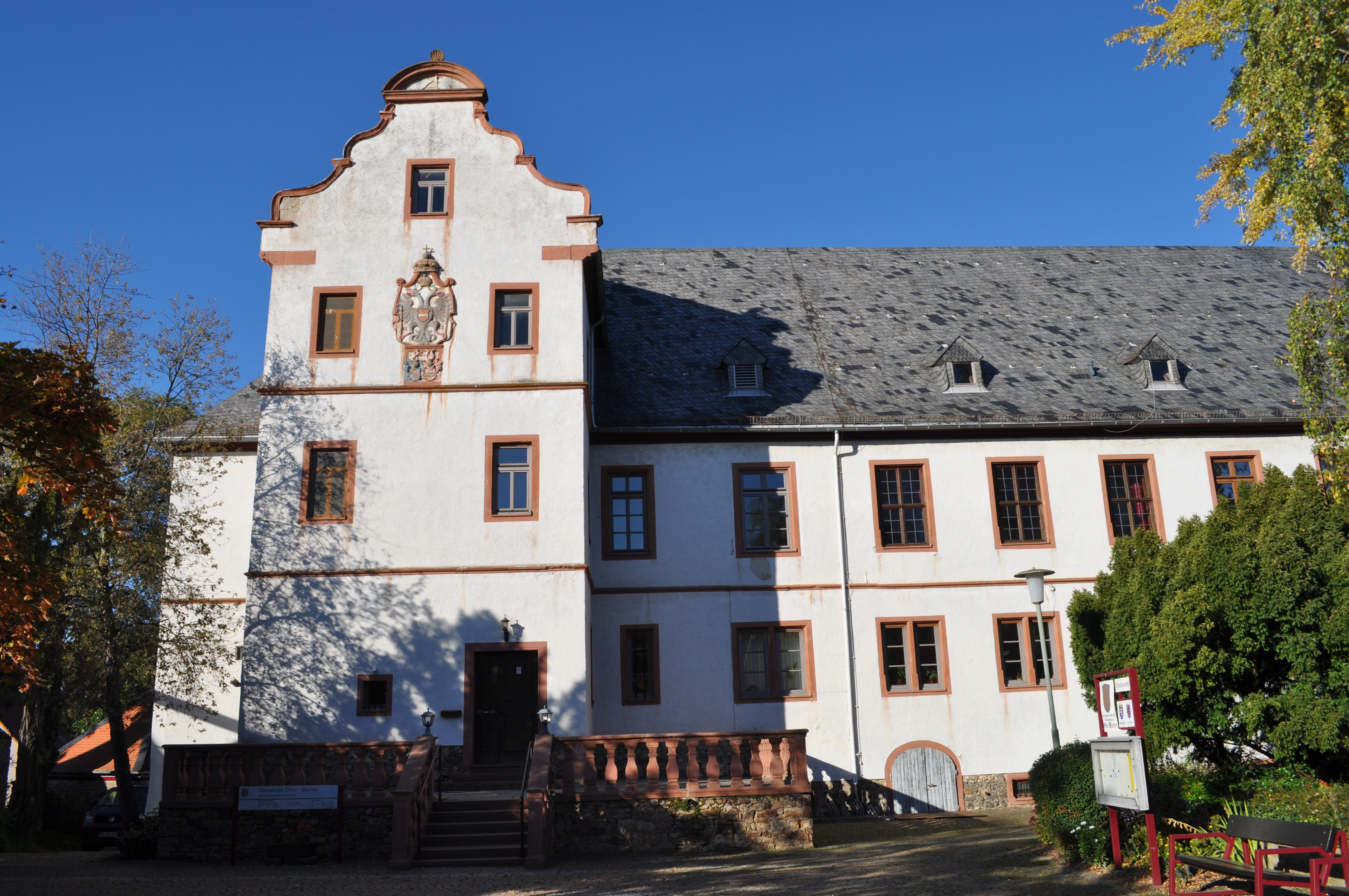
Vorderansicht

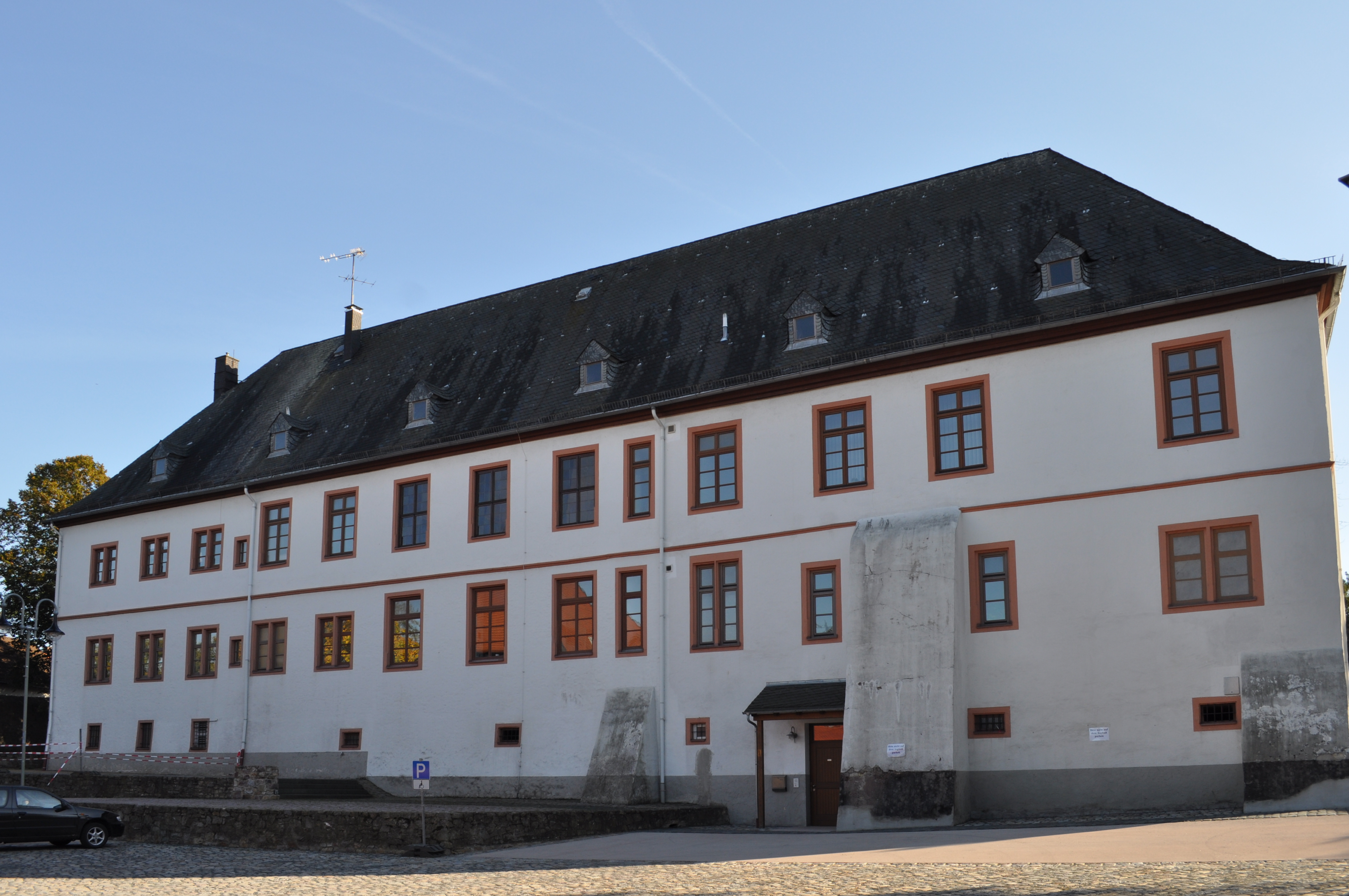
Die ungleichmäßige 13-achsige Rückseite des Schlossbaus

Das Schloss Ober-Mörlen ist ein ehemaliges Schloss und heute das Rathaus der Gemeinde Ober-Mörlen (Frankfurter Straße 31–35) im Wetteraukreis in Hessen.
Das Schloss wurde 1589 durch Hans Georg von der Hees zu der Hees erbaut. Als weitere Besitzer werden 1624 Philipp Christoph von Frankenstein, von 1632 bis 1683 ein Stachius von Schlitz und ab 1683 ein Reichsfreiherr von Wetzel genannt. 1684 wurde eine Mauer mit Tordurchfahrt und 1691 ein Treppenhausvorbau errichtet.
Ab 1920 wird das Schloss als Verwaltungssitz der Gemeinde Ober-Mörlen genutzt. Das Schloss und die gesamte Anlage wurde 1966 nach einem Dachstuhlbrand (16. April 1966) mit Unterstützung des Landes Hessen und des Hessischen Landesamtes für Denkmalpflege neu konzipiert. Von der inneren Schlossanlage ist noch der historische Rittersaal erhalten, der einstige Lustgarten, von dem noch Reste der Einfriedung vorhanden sind, wurde zu einer ansehnlichen Parkanlage ausgebaut.